# Diacme finitalis
Diacme finitalis is een vlinder uit de familie van de grasmotten (Crambidae), uit de onderfamilie van de Spilomelinae. De wetenschappelijke naam van deze soort is voor het eerst voorgesteld als Botys finitalis door Achille Guenée in een publicatie uit 1854.
De soort komt voor in Brazilië.